# مرد عنکبوتی (مایلز مورالز)
مرد عنکبوتی نهایی با نام واقعی مایلز گونزالو مورالز (‎/məˈræləs/‎) یک شخصیت خیالی ابرقهرمان در کتاب‌های کمیک آمریکایی منتشر شده توسط انتشارات مارول کامیکس است. این شخصیت در سال ۲۰۱۲ توسط نویسنده برایان مایکل بندیس و تصویرگر سارا پیکلی ساخته شده‌است. این شخصیت در ابتدا در دنیایی موازی (دنیای ۱۶۱۰) زندگی می کرد ولی بعد ها وقتی که شخصیت محبوبی شد در سال ۲۰۱۵ در پی اتفاقات سری کمیک جنگ های پنهان به دنیای اصلی (دنیای ۶۱۶) منتقل شد.
مایلز مورالز برای اولین بار پس از مرگ پیتر پارکر دنیای نهایی در کمیک سقوط نهایی شماره ۴ (اوت ۲۰۱۱) ظاهر شد. او یک نوجوان آفریقایی-لاتین است، مایلز دومین مرد عنکبوتی است که در دنیای نهایی مارول ظاهر می‌شود، در حقیقت دنیای نهایی مارول یک دنیای موازی در کتاب های کمیک منتشر شده توسط مارول است که از جهان اصلی ( دنیای ۶۱۶ ) جدا است و سری کمیک های اختصاصی خود را دارد البته قابل توجه است که این دنیا در سال ۲۰۱۵ در پی اتفاقات کمیک جنگ های پنهان نابود شد ولی بعد ها در سال ۲۰۲۴ دوباره به وجود امد . اگر چه مورالز در مجموعه کمیک‌ های نهایی: مرد عنکبوتی حضور داشت، اما معروفیت او در سریال تلویزیونی انیمیشنی مرد عنکبوتی نهایی بود که در آوریل ۲۰۱۲ در دیزنی اکس دی شروع به پخش کرد، او بعداً در سال ۲۰۱۶ به شخصیت‌های اصلی اضافه شد. او شخصیت اصلی انیمیشن سینمایی مرد عنکبوتی: به درون دنیای عنکبوتی (۲۰۱۸) است که برنده جایزه اسکار بهترین فیلم پویانمایی شد. پس از نابود شدن دنیای نهایی در سال ۲۰۱۵، سری کمیکی اختصاصی به نام همه چیز جدید، همه چیز متفاوت مارول که در همان سال آغاز به کار کرد، ظاهر شد
واکنش به این شخصیت متفاوت بود، برخی از جمله خالق مرد عنکبوتی اصلی، استن لی، خلق یک مدل نقش مثبت برای کودکان خوشحال شدند. عده ای دیگر از جایگزینی پیتر پارکر زمین ۱۶۱۰ ابراز نارضایتی کردند، در حالی که برخی منتقدین از آن انتقاد کردند که تبلیغاتی با انگیزه نزاکت سیاسی است، اتهامی که آلونزو آن را رد کرد. الکساندرا پتری از روزنامه واشینگتن پست خواستار داوری شخصیت در مورد کیفیت داستان‌هایش شد، که به بررسی‌های مثبت رسیده‌است.
این شخصیت دارای قدرت هایی شبیه به مرد عنکبوتی اصلی است که از نیش یک عنکبوت که توسط دشمن مرد عنکبوتی،  نورمن آزبورن طراحی شده بود که در تلاش برای کپی کردن قدرت های مرد عنکبوتی دنیای ۱۶۱۰ آن را ساخت به وجود آمده است.
از روی این شخصیت یک اسپین آف برای بازی مرد عنکبوتی مارول (۲۰۱۸) با نام مرد عنکبوتی مارول : مایلز مورالز ساخته شده است. همچنین مایلز مورالز شخصیت اصلی سری انیمیشن مرد عنکبوتی : به درون دنیای عنکبوتی است